# Норт Шор (Вирџинија)
Норт Шор (енгл. North Shore) насељено је место без административног статуса у америчкој савезној држави Вирџинија.

## Демографија
По попису из 2010. године број становника је 3.094, што је 982 (46,5%) становника више него 2000. године.
| Група             | 2000.         | 2010.         |
| Белци             | 2.055 (97,3%) | 2.990 (96,6%) |
| Афроамериканци    | 28 (1,3%)     | 40 (1,3%)     |
| Азијати           | 2 (0,1%)      | 8 (0,3%)      |
| Хиспаноамериканци | 17 (0,8%)     | 31 (1,0%)     |
| Укупно            | 2.112         | 3.094         |